# Molln
Molln je městys v rakouské spolkové zemi Horní Rakousy, v okrese Kirchdorf.

## Počet obyvatel
K 1. lednu 2025 zde žilo 3 599 obyvatel.

## Partnerská města
- Buseck, Hesensko, Německo
- Tát, Maďarsko